# Liste der Fahnenträger der Mannschaften der Zentralafrikanischen Republik bei Olympischen Spielen
Die Liste der Fahnenträger der Mannschaften der Zentralafrikanischen Republik bei Olympischen Spielen listet chronologisch alle Fahnenträger der Mannschaften der Zentralafrikanischen Republik bei den Eröffnungsfeiern Olympischer Spiele auf.

## Liste der Fahnenträger
| Mannschaft             | Veranstaltung | Fahnenträger (EF)               | Fahnenträger (AF) |
| ---------------------- | ------------- | ------------------------------- | ----------------- |
| 1968 in Mexiko-Stadt   | Sommerspiele  |                                 |                   |
| 1984 in Los Angeles    | Sommerspiele  | André Marie Sayet (Offizieller) |                   |
| 1988 in Seoul          | Sommerspiele  | Fidèle Mohinga                  |                   |
| 1992 in Barcelona      | Sommerspiele  |                                 |                   |
| 1996 in Atlanta        | Sommerspiele  | Mickaël Conjungo                |                   |
| 2000 in Sydney         | Sommerspiele  | Zacharia Maidjida               |                   |
| 2004 in Athen          | Sommerspiele  | Ernest Ndjissipou               | Bertille Ali      |
| 2008 in Peking         | Sommerspiele  | Mireille Derebona-Ngaisset      | Béranger Bosse    |
| 2012 in London         | Sommerspiele  | David Boui                      | David Boui        |
| 2016 in Rio de Janeiro | Sommerspiele  | Chloé Sauvourel                 | Chloé Sauvourel   |
| 2020 in Tokio          | Sommerspiele  | Chloé Sauvourel                 | Volunteer         |
| 2020 in Tokio          | Sommerspiele  | Francky-Edgard Mbotto           | Volunteer         |
| 2024 in Paris          | Sommerspiele  | Nadia Guimendego                | Tracy Andet       |
| 2024 in Paris          | Sommerspiele  | Terence Tengué                  | Hervé Toumandji   |

Anmerkung: (EF) = Eröffnungsfeier, (AF) = Abschlussfeier

## Statistik
| Rang    | Sportart       | EF | AF | ∑  |
| ------- | -------------- | -- | -- | -- |
| 1       | Leichtathletik | 6  | 3  | 9  |
| 2       | Schwimmen      | 2  | 1  | 3  |
| 3       | Judo           | 1  | 1  | 2  |
| 3       | Taekwondo      | 1  | 1  | 2  |
| 5       | Boxen          | 1  | 0  | 1  |
| 5       | Offizieller    | 1  | 0  | 1  |
| 5       | Volunteer      | 0  | 1  | 1  |
| Gesamt: | Gesamt:        | 12 | 7  | 19 |

| Rang                   | Sportart | EF | AF | ∑ |
| ---------------------- | -------- | -- | -- | - |
| bisher keine Teilnahme |          |    |    |   |
| Gesamt:                | Gesamt:  | 0  | 0  | 0 |

| Rang    | Sportart       | EF | AF | ∑  |
| ------- | -------------- | -- | -- | -- |
| 1       | Leichtathletik | 6  | 3  | 9  |
| 2       | Schwimmen      | 2  | 1  | 3  |
| 3       | Judo           | 1  | 1  | 2  |
| 3       | Taekwondo      | 1  | 1  | 2  |
| 5       | Boxen          | 1  | 0  | 1  |
| 5       | Offizieller    | 1  | 0  | 1  |
| 5       | Volunteer      | 0  | 1  | 1  |
| Gesamt: | Gesamt:        | 12 | 7  | 19 |